# Tour of Guangxi 2024
Il Tour of Guangxi 2024, quinta edizione della corsa e valida come trentanovesima e ultima prova dell'UCI World Tour 2024 categoria 2.UWT, si svolse in sei tappe dal 15 al 20 ottobre 2024 su un percorso di 1021,8 km, con partenza da Fangchenggang e arrivo a Nanning, in Cina. La vittoria fu appannaggio del belga Lennert Van Eetvelt, il quale completò il percorso in 22h21'45", precedendo il britannico Oscar Onley e il francese Alex Baudin.
Sul traguardo di Nanning 111 ciclisti, dei 129 partiti da Fangchenggang, portarono a termine la competizione.

## Tappe
| Tappa  | Data       | Percorso                      | km     | Vincitore di tappa  | Leader cl. generale |
| ------ | ---------- | ----------------------------- | ------ | ------------------- | ------------------- |
| 1ª     | 15 ottobre | Fangchenggang > Fangchenggang | 149,4  | Lionel Taminiaux    | Lionel Taminiaux    |
| 2ª     | 16 ottobre | Chongzuo > Jingxi             | 181,5  | Warre Vangheluwe    | Max Kanter          |
| 3ª     | 17 ottobre | Jingxi > Bama                 | 214    | Ethan Vernon        | Ethan Vernon        |
| 4ª     | 18 ottobre | Bama > Jinchengjiang          | 176,8  | Ethan Vernon        | Max Kanter          |
| 5ª     | 19 ottobre | Yizhou > Nongla               | 165,8  | Lennert Van Eetvelt | Lennert Van Eetvelt |
| 6ª     | 20 ottobre | Nanning > Nanning             | 134,3  | Matevž Govekar      | Lennert Van Eetvelt |
| Totale | Totale     | Totale                        | 1021,8 |                     |                     |

## Squadre e corridori partecipanti
| N.    | Cod. | Squadra                         |
| ----- | ---- | ------------------------------- |
| 1-7   | TVL  | Team Visma-Lease a Bike         |
| 11-17 | ARK  | Arkéa-B&B Hotels                |
| 21-27 | AST  | Astana Qazaqstan Team           |
| 31-37 | TBV  | Bahrain Victorious              |
| 41-47 | COF  | Cofidis                         |
| 51-57 | DAT  | Decathlon AG2R La Mondiale Team |
| 61-67 | EFE  | EF Education-EasyPost           |
| 71-77 | IGD  | Ineos Grenadiers                |
| 81-87 | IWA  | Intermarché-Wanty               |
| 91-97 | LTK  | Lidl-Trek                       |

| N.      | Cod. | Squadra                   |
| ------- | ---- | ------------------------- |
| 101-107 | MOV  | Movistar Team             |
| 111-117 | RBH  | Red Bull-Bora-Hansgrohe   |
| 121-127 | SOQ  | Soudal Quick-Step         |
| 131-137 | DFP  | Team DSM-Firmenich-PostNL |
| 141-147 | JAY  | Team Jayco AlUla          |
| 151-157 | UAD  | UAE Team Emirates         |
| 161-167 | IPT  | Israel-Premier Tech       |
| 171-177 | LTD  | Lotto Dstny               |
| 181-187 | CHN  | Cina                      |

## Dettagli delle tappe

### 1ª tappa
- 15 ottobre: Fangchenggang > Fangchenggang – 149,4 km

Risultati
| Pos. | Corridore           | Squadra     | Tempo    |
| ---- | ------------------- | ----------- | -------- |
| 1    | Lionel Taminiaux    | Lotto       | 3h17'58" |
| 2    | Gijs Van Hoecke     | Intermarché | s.t.     |
| 3    | J. Sebastián Molano | UAE         | s.t.     |

| Pos. | Corridore        | Squadra     | Tempo    |
| ---- | ---------------- | ----------- | -------- |
| 1    | Lionel Taminiaux | Lotto       | 3h17'58" |
| 2    | Gijs Van Hoecke  | Intermarché | a 4"     |
| 3    | Stan Dewulf      | Decathlon   | a 5"     |

### 2ª tappa
- 16 ottobre: Chongzuo > Jingxi – 181,5 km

Risultati
| Pos. | Corridore        | Squadra | Tempo    |
| ---- | ---------------- | ------- | -------- |
| 1    | Warre Vangheluwe | Soudal  | 3h49'29" |
| 2    | Max Kanter       | Astana  | s.t.     |
| 3    | Jake Stewart     | Israel  | s.t.     |

| Pos. | Corridore       | Squadra     | Tempo    |
| ---- | --------------- | ----------- | -------- |
| 1    | Max Kanter      | Astana      | 7h07'21" |
| 2    | Gijs Van Hoecke | Intermarché | s.t.     |
| 3    | Stan Dewulf     | Decathlon   | a 1"     |

### 3ª tappa
- 17 ottobre: Jingxi > Bama – 214 km

Risultati
| Pos. | Corridore           | Squadra | Tempo    |
| ---- | ------------------- | ------- | -------- |
| 1    | Ethan Vernon        | Israel  | 4h44'04" |
| 2    | J. Sebastián Molano | UAE     | s.t.     |
| 3    | Riley Pickrell      | Israel  | s.t.     |

| Pos. | Corridore      | Squadra   | Tempo     |
| ---- | -------------- | --------- | --------- |
| 1    | Ethan Vernon   | Israel    | 11h51'21" |
| 2    | J.S. Molano    | UAE       | s.t.      |
| 3    | Dries De Bondt | Decathlon | a 2"      |

### 4ª tappa
- 18 ottobre: Bama > Jinchengjiang – 176,8 km

Risultati
| Pos. | Corridore           | Squadra | Tempo    |
| ---- | ------------------- | ------- | -------- |
| 1    | Ethan Vernon        | Israel  | 4h02'11" |
| 2    | Max Kanter          | Astana  | s.t.     |
| 3    | Alberto Bruttomesso | Bahrain | s.t.     |

| Pos. | Corridore   | Squadra   | Tempo     |
| ---- | ----------- | --------- | --------- |
| 1    | Max Kanter  | Astana    | 15h53'30" |
| 2    | Stan Dewulf | Decathlon | a 1"      |
| 3    | J.S. Molano | UAE       | a 2"      |

### 5ª tappa
- 19 ottobre: Yizhou > Nongla – 165,8 km

Risultati
| Pos. | Corridore           | Squadra   | Tempo    |
| ---- | ------------------- | --------- | -------- |
| 1    | Lennert Van Eetvelt | Lotto     | 3h36'18" |
| 2    | Oscar Onley         | DSM       | a 2"     |
| 3    | Alex Baudin         | Decathlon | a 9"     |

| Pos. | Corridore           | Squadra   | Tempo     |
| ---- | ------------------- | --------- | --------- |
| 1    | Lennert Van Eetvelt | Lotto     | 19h29'50" |
| 2    | Oscar Onley         | DSM       | a 5"      |
| 3    | Alex Baudin         | Decathlon | a 15"     |

### 6ª tappa
- 20 ottobre: Nanning > Nanning – 134,3 km

Risultati
| Pos. | Corridore           | Squadra | Tempo    |
| ---- | ------------------- | ------- | -------- |
| 1    | Matevž Govekar      | Bahrain | 2h51'55" |
| 2    | Marijn van den Berg | EF      | s.t.     |
| 3    | Robert Stannard     | Bahrain | s.t.     |

| Pos. | Corridore           | Squadra   | Tempo     |
| ---- | ------------------- | --------- | --------- |
| 1    | Lennert Van Eetvelt | Lotto     | 22h21'45" |
| 2    | Oscar Onley         | DSM       | a 5"      |
| 3    | Alex Baudin         | Decathlon | a 15"     |

## Evoluzione delle classifiche
| Tappa              | Vincitore           | Classifica generale Maglia rossa | Classifica a punti Maglia blu | Classifica scalatori Maglia a pois blu | Classifica giovani Maglia bianca | Classifica a squadre |
| ------------------ | ------------------- | -------------------------------- | ----------------------------- | -------------------------------------- | -------------------------------- | -------------------- |
| 1ª                 | Lionel Taminiaux    | Lionel Taminiaux                 | Lionel Taminiaux              | non assegnata                          | Ethan Vernon                     | Israel-Premier Tech  |
| 2ª                 | Warre Vangheluwe    | Max Kanter                       | Max Kanter                    | Dries De Bondt                         | Filip Maciejuk                   | Israel-Premier Tech  |
| 3ª                 | Ethan Vernon        | Ethan Vernon                     | Ethan Vernon                  | Dries De Bondt                         | Ethan Vernon                     | Israel-Premier Tech  |
| 4ª                 | Ethan Vernon        | Max Kanter                       | Ethan Vernon                  | Pepijn Reinderink                      | Filip Maciejuk                   | Israel-Premier Tech  |
| 5ª                 | Lennert Van Eetvelt | Lennert Van Eetvelt              | Ethan Vernon                  | Pepijn Reinderink                      | Lennert Van Eetvelt              | UAE Team Emirates    |
| 6ª                 | Matevž Govekar      | Lennert Van Eetvelt              | Ethan Vernon                  | Pepijn Reinderink                      | Lennert Van Eetvelt              | UAE Team Emirates    |
| Classifiche finali | Classifiche finali  | Lennert Van Eetvelt              | Ethan Vernon                  | Pepijn Reinderink                      | Lennert Van Eetvelt              | UAE Team Emirates    |

Maglie indossate da altri ciclisti in caso di due o più maglie vinte
- Nella 2ª tappa Stan Dewulf ha indossato la maglia blu al posto di Lionel Taminiaux.
- Nella 3ª tappa Warre Vangheluwe ha indossato la maglia blu al posto di Max Kanter.
- Nella 4ª tappa Juan Sebastián Molano ha indossato la maglia blu al posto di Ethan Vernon e Filip Maciejuk ha indossato quella bianca al posto di Ethan Vernon.
- Nella 6ª tappa Oscar Onley ha indossato la maglia bianca al posto di Lennert Van Eetvelt.

## Classifiche finali

### Classifica generale - Maglia rossa
| Pos. | Corridore         | Squadra   | Tempo     |
| ---- | ----------------- | --------- | --------- |
| 1    | L. Van Eetvelt    | Lotto     | 22h21'45" |
| 2    | Oscar Onley       | DSM       | a 5"      |
| 3    | Alex Baudin       | Decathlon | a 15"     |
| 4    | Victor Lafay      | Decathlon | a 19"     |
| 5    | Pavel Sivakov     | UAE       | a 21"     |
| 6    | Giovanni Aleotti  | Red Bull  | a 25"     |
| 7    | Tim Wellens       | UAE       | a 31"     |
| 8    | Lorenzo Fortunato | Astana    | a 33"     |
| 9    | Ewen Costiou      | Arkéa     | a 35"     |
| 10   | Quinn Simmons     | Lidl      | a 36"     |

### Classifica a punti - Maglia blu
| Pos. | Corridore        | Squadra   | Punti |
| ---- | ---------------- | --------- | ----- |
| 1    | Ethan Vernon     | Israel    | 38    |
| 2    | Stan Dewulf      | Decathlon | 37    |
| 3    | Max Kanter       | Astana    | 29    |
| 4    | Warre Vangheluwe | Israel    | 27    |
| 5    | Matevž Govekar   | Bahrain   | 23    |

### Classifica scalatori - Maglia a pois blu
| Pos. | Corridore         | Squadra   | Punti |
| ---- | ----------------- | --------- | ----- |
| 1    | Pepijn Reinderink | Soudal    | 28    |
| 2    | Tim Wellens       | UAE       | 22    |
| 3    | Stan Dewulf       | Decathlon | 17    |
| 4    | Victor Lafay      | Decathlon | 16    |
| 5    | Dries De Bondt    | Decathlon | 14    |

### Classifica giovani - Maglia bianca
| Pos. | Corridore        | Squadra   | Punti     |
| ---- | ---------------- | --------- | --------- |
| 1    | L. Van Eetvelt   | Lotto     | 22h21'45" |
| 2    | Oscar Onley      | DSM       | a 5"      |
| 3    | Alex Baudin      | Decathlon | a 15"     |
| 4    | Giovanni Aleotti | Red Bull  | a 25"     |
| 5    | Ewen Costiou     | Arkéa     | a 35"     |

### Classifica a squadre
| Pos. | Squadra                    | Tempo     |
| ---- | -------------------------- | --------- |
| 1    | UAE Team Emirates          | 67h06'48" |
| 2    | Decathlon AG2R La Mondiale | a 42"     |
| 3    | Red Bull-Bora-Hansgrohe    | a 1'06"   |
| 4    | Lidl-Trek                  | a 1'24"   |
| 5    | Arkéa-B&B Hotels           | a 2'24"   |